# Typhlops longissimus
Typhlops longissimus este o specie de șerpi din genul Typhlops, familia Typhlopidae, descrisă de Auguste Henri André Duméril și Bibron 1844. Conform Catalogue of Life specia Typhlops longissimus nu are subspecii cunoscute.